# Liste des plus grands siphons naturels
En spéléologie, de grandes profondeurs et/ou distances sont parfois atteintes dans des cavités naturelles situées dans les zones noyées des karsts ou pseudo-karsts.
Ces galeries et salles, remplies d'eau de façon pérenne ou périodique, sont appelées « siphons ».
Le présent article établit une liste des plus grands siphons naturels, c'est-à-dire des plus profonds et des plus longs siphons. Les lacs sans relation avec la pratique spéléologique ne sont pas repris dans cette liste ; c'est le cas notamment des lacs aquatiques de cratères volcaniques.

## Répartition par classe de profondeur des plus profonds siphons naturels
À fin 2023, 114 grands siphons de profondeur noyée supérieure ou égale à 75 mètres sont répertoriés dans le monde, dont :
- 98 siphons d'au moins 100 mètres de profondeur,
- 20 siphons de plus de 200 mètres de profondeur,
- 6 siphons de plus de 300 mètres de profondeur, dont 1 siphon de plus de 400 mètres en République tchèque.

Le tableau 1 ci-dessous donne une répartition par classes plus fines.
| Réf. | I....: Supér. à 300 m | II...: 250 m+ à 300 m= | III..: 200 m+ à 250 m= | IV...: 175 m+ à 200 m= | V....: 150 m+ à 175 m= | VI...: 125 m+ à 150 m= | VII..: 100 m= à 125 m= | Sous-totaux ≥ 100 m | VIII..: 75 m= à 100 m- | Classes profondeur / Totaux | Totaux ≥ 50 m | Réf.      |
| T01  | 6                     | 6                      | 8                      | 8                      | 9                      | 22                     | 39                     | 98                  | 16                     | Totaux classe               | 114           | T01       |
| T02  | 6                     | 12                     | 20                     | 28                     | 37                     | 59                     | 98                     | -                   | 114                    | Totaux cumulés              | -             | T02       |
| ---- | --------------------- | ---------------------- | ---------------------- | ---------------------- | ---------------------- | ---------------------- | ---------------------- | ------------------- | ---------------------- | --------------------------- | ------------- | --------- |
| R    | Tableau 2-1           | Tableau 2-1            | Tableau 2-1            | Tableau 2-1            | Tableau 2-1            | Tableau 2-1            | Tab. 2-2               |                     | Tab. 2-3               | Remarques                   | Remarques     | Remarques |

## Répartition mondiale des plus profonds siphons naturels
Légende et aide à la lecture des tableaux 1 (ci-dessus) et 1bis (ci-dessous)
- Les chiffres romains (« I » à « VIII ») en début des titres de colonnes 2 à 8 et 10, indiquent les classes (c'est-à-dire les intervalles) de valeurs décomptés dans chaque colonne de données.
- Les profondeurs sont indiquées en « mètres » (noté : m).
- Le signe « + » accolé au symbole de l'unité, signifie que la classe commence au-dessus de la valeur indiquée ; valeur qui n'est donc pas comprise dans l'intervalle.
- Le signe « - » accolé au symbole de l'unité, signifie que la classe se termine au-dessous de la valeur indiquée ; valeur qui n'est donc pas comprise dans l'intervalle.
- Le signe « = » ou l'absence de signe accolé à l'unité, signifie que la valeur indiquée est comprise dans l'intervalle de la classe.
- Les nombres entre parenthèses, à la fin des titres des colonnes 2 à 8 et 10 rappellent le nombre de cavités recensées dans chaque classe, c'est-à-dire indiquées dans chaque colonne.
- Les pays sont indiqués dans la première colonne par leur code ISO 3166-1 pour permettre la visualisation par l'outil IntensityMapen:Template:Visualizer/IntensityMap. Les codes en minuscules permettent de repérer les pays pour lesquels toutes les classes sont à zéro.
- Les noms complets des pays, avec leur drapeau et un lien vers leur monographie, sont indiqués en colonne 11, sur fond coloré indiquant leur continent ou subcontinent d'appartenance[T 1].

| \| Tableau 1 bis : Répartition des plus profonds siphons par continents ou subcontinents - 36 pays cités (dont 28) possèdent 122 siphons répertoriés de plus de 75 mètres de profondeur noyée - \| \| \| \| \| \| \| Afrique 5 (dt 4) pays -- 5 siphons -- \| Asie 6 (dt 2) pays -- 3 siphons -- \| Océanie 2 (dt 1) pays -- 1 siphon -- \| Europe 15 (dt 15) pays -- 74 siphons -- \| Amérique du Nord 5 (dt 4) pays -- 27 siphons -- \| Amérique du Sud 3 (dt 2) pays -- 4 siphons -- \| |                                    |                                      |                                         |                                                 |                                               |
| Pour des raisons techniques, il est temporairement impossible d'afficher le graphique qui aurait dû être présenté ici. |                                    |                                      |                                         |                                                 |                                               |
| Tableau 1 bis : Répartition des plus profonds siphons par continents ou subcontinents - 36 pays cités (dont 28) possèdent 122 siphons répertoriés de plus de 75 mètres de profondeur noyée - |                                    |                                      |                                         |                                                 |                                               |
| Afrique 5 (dt 4) pays -- 5 siphons -- | Asie 6 (dt 2) pays -- 3 siphons -- | Océanie 2 (dt 1) pays -- 1 siphon -- | Europe 15 (dt 15) pays -- 74 siphons -- | Amérique du Nord 5 (dt 4) pays -- 27 siphons -- | Amérique du Sud 3 (dt 2) pays -- 4 siphons -- |

| ISO | I....: Supér. à 300 m (6) | II...: 250 m+ à 300 m= (6) | III..: 200 m+ à 250 m= (8) | IV...: 175 m+ à 200 m= (8) | V....: 150 m+ à 175 m= (9) | VI...: 125 m+ à 150 m= (22) | VII..: 100 m= à 125 m= (39) | Sous-totaux ≥ 100 m / pays (98) | VIII..: 75 m= à 100 m- (16) | Classes profondeur / Pays (Total classe) | Sous-totaux ≥ 50 m / pays (113) | Tri       |
| --- | ------------------------- | -------------------------- | -------------------------- | -------------------------- | -------------------------- | --------------------------- | --------------------------- | ------------------------------- | --------------------------- | ---------------------------------------- | ------------------------------- | --------- |
| ZA  | 0                         | 1                          | 0                          | 0                          | 0                          | 0                           | 0                           | 1                               | 0                           | Afrique du Sud                           | 1                               | Af-01-P01 |
| AL  | 0                         | 1                          | 0                          | 0                          | 0                          | 0                           | 0                           | 1                               | 0                           | Albanie                                  | 1                               | Eu-01-P02 |
| AT  | 0                         | 0                          | 0                          | 0                          | 0                          | 0                           | 0                           | 0                               | 2                           | Autriche                                 | 2                               | Eu-02-P03 |
| BS  | 0                         | 0                          | 1                          | 0                          | 1                          | 2                           | 4                           | 8                               | 0                           | Bahamas                                  | 8                               | NA-01-P04 |
| BE  | 0                         | 0                          | 0                          | 0                          | 0                          | 0                           | 0                           | 0                               | 1                           | Belgique                                 | 1                               | Eu-03-P05 |
| BZ  | 0                         | 0                          | 0                          | 0                          | 0                          | 1                           | 0                           | 1                               | 0                           | Belize                                   | 1                               | SA-01-P06 |
| BR  | 0                         | 1                          | 1                          | 0                          | 1                          | 0                           | 0                           | 3                               | 0                           | Brésil                                   | 3                               | SA-02-P07 |
| CN  | 0                         | 1                          | 0                          | 0                          | 0                          | 0                           | 0                           | 1                               | 0                           | Chine                                    | 1                               | As-01-P08 |
| HR  | 0                         | 0                          | 1                          | 0                          | 0                          | 0                           | 1                           | 2                               | 2                           | Croatie                                  | 4                               | Eu-04-P09 |
| CU  | 0                         | 0                          | 0                          | 0                          | 0                          | 0                           | 0                           | 0                               | 1                           | Cuba                                     | 1                               | NA-02-P10 |
| EG  | 0                         | 0                          | 0                          | 0                          | 0                          | 1                           | 0                           | 1                               | 1                           | Égypte                                   | 2                               | Af-02-P11 |
| ES  | 0                         | 0                          | 0                          | 0                          | 0                          | 1                           | 2                           | 3                               | 4                           | Espagne                                  | 7                               | Eu-05-P12 |
| US  | 0                         | 0                          | 0                          | 1                          | 0                          | 3                           | 4                           | 8                               | 0                           | États-Unis                               | 8                               | NA-03-P13 |
| FR  | 2                         | 1                          | 2                          | 4                          | 2                          | 5                           | 14                          | 30                              | 5                           | France                                   | 35                              | Eu-06-P14 |
| ge  | 0                         | 0                          | 0                          | 0                          | 0                          | 0                           | 0                           | 0                               | 0                           | Géorgie                                  | 0                               | As-02-P15 |
| GR  | 0                         | 0                          | 0                          | 1                          | 0                          | 1                           | 2                           | 4                               | 0                           | Grèce                                    | 4                               | Eu-07-P16 |
| id  | 0                         | 0                          | 0                          | 0                          | 0                          | 0                           | 0                           | 0                               | 0                           | Indonésie                                | 0                               | As-03-P17 |
| IE  | 0                         | 0                          | 0                          | 0                          | 0                          | 0                           | 1                           | 1                               | 0                           | Irlande                                  | 1                               | Eu-08-P18 |
| IT  | 1                         | 0                          | 1                          | 1                          | 2                          | 2                           | 2                           | 9                               | 0                           | Italie                                   | 9                               | Eu-09-P19 |
| mg  | 0                         | 0                          | 0                          | 0                          | 0                          | 0                           | 0                           | 0                               | 0                           | Madagascar                               | 0                               | Af-03-P20 |
| MK  | 0                         | 0                          | 1                          | 0                          | 0                          | 0                           | 0                           | 1                               | 0                           | Macédoine                                | 1                               | Eu-10-P21 |
| my  | 0                         | 0                          | 0                          | 0                          | 0                          | 0                           | 0                           | 0                               | 0                           | Malaisie                                 | 0                               | As-04-P22 |
| MX  | 3                         | 0                          | 0                          | 0                          | 0                          | 2                           | 6                           | 11                              | 0                           | Mexique                                  | 11                              | NA-04-P23 |
| NA  | 0                         | 0                          | 0                          | 0                          | 0                          | 1                           | 0                           | 1                               | 0                           | Namibie                                  | 1                               | Af-04-P24 |
| NZ  | 0                         | 0                          | 0                          | 1                          | 0                          | 0                           | 0                           | 1                               | 0                           | Nouvelle-Zélande                         | 1                               | Oc-01-P25 |
| om  | 0                         | 0                          | 0                          | 0                          | 0                          | 0                           | 0                           | 0                               | 0                           | Oman                                     | 0                               | As-05-P26 |
| pg  | 0                         | 0                          | 0                          | 0                          | 0                          | 0                           | 0                           | 0                               | 0                           | Papouasie-Nouvelle-Guinée                | 0                               | Oc-02-P27 |
| pr  | 0                         | 0                          | 0                          | 0                          | 0                          | 0                           | 0                           | 0                               | 0                           | Porto Rico                               | 0                               | NA-05-P28 |
| PT  | 0                         | 0                          | 0                          | 0                          | 0                          | 1                           | 1                           | 2                               | 0                           | Portugal                                 | 2                               | Eu-11-P29 |
| RU  | 0                         | 1                          | 0                          | 0                          | 0                          | 0                           | 0                           | 1                               | 0                           | Russie                                   | 1                               | Eu-12-P30 |
| SI  | 0                         | 0                          | 0                          | 0                          | 1                          | 0                           | 2                           | 3                               | 0                           | Slovénie                                 | 3                               | Eu-13-P31 |
| CH  | 0                         | 0                          | 0                          | 0                          | 1                          | 1                           | 0                           | 2                               | 0                           | Suisse                                   | 2                               | Eu-14-P32 |
| CZ  | 1                         | 0                          | 0                          | 0                          | 0                          | 0                           | 0                           | 1                               | 0                           | République tchèque                       | 1                               | Eu-15-P33 |
| TH  | 0                         | 0                          | 1                          | 0                          | 0                          | 1                           | 0                           | 2                               | 0                           | Thaïlande                                | 2                               | As-06-P34 |
| ve  | 0                         | 0                          | 0                          | 0                          | 0                          | 0                           | 0                           | 0                               | 0                           | Venezuela                                | 0                               | SA-03-P35 |
| ZW  | 0                         | 0                          | 0                          | 0                          | 1                          | 0                           | 0                           | 1                               | 0                           | Zimbabwe                                 | 1                               | Af-05-P36 |

| Ss-Ttx | 6 | 6 | 8 | 8 | 9 | 22 | 39 | 98 | 16 | Pays | 114 | Total |
| ------ | - | - | - | - | - | -- | -- | -- | -- | ---- | --- | ----- |

## Liste des plus profonds siphons naturels
Les tableaux 2-1 et 2-2 ci-dessous reprennent la liste des siphons naturels de plus de 75 mètres de profondeur, répertoriés dans le monde entier.

### Siphons naturels dont la profondeur noyée est supérieure à125 mètres
Le tableau 2-1 ci-après recense les classes I à VI définies dans le dernier tableau de répartition de la section précédente.
| Réf. | Cavités                            | Pays / État        | Zone / massif               | Profondeur | Longueur | Références                                                                                | Exploration                                                                                 |
| ---- | ---------------------------------- | ------------------ | --------------------------- | ---------- | -------- | ----------------------------------------------------------------------------------------- | ------------------------------------------------------------------------------------------- |
| 1    | Taam Ja'                           | Mexique            |                             | −420, m    | NC       | Frontiers in Marine Science                                                               | Par sondage                                                                                 |
| 2    | Hranická propast (cs)              | République tchèque |                             | −404, m    | NC       | Spéléo no 95 & National Geographic.                                                       | Par sondage (hydrothermal) & plongeur Krzysztof Starnawski (−265 m)                         |
| 3    | Pozzo del Merro                    | Italie             |                             | −392, m    | NC       | Spéléo no 95 & MSTD-Caves and Wrecks.                                                     | Par sondage & plongeurs : Giorgio Caramanna, Riccardo Malatesta (−100 m)                    |
| 4    | Nacimiento del Rio Mante           | Mexique            |                             | −329, m    | NC       | Karstologia no 24 & plongeesout.com & AMCS.                                               | Par sondage & plongeur : Sheck Exley (en) (−264 m)                                          |
| 5    | Zacatón (Pit 6350)                 | Mexique            |                             | −319, m    | NC       | Marc Douchet & wondermondo.com & AMCS.                                                    | Par sondage & plongeur : Jim Bowden (en) (−282 m)                                           |
| 6    | Font Estramar                      | France             | Pyrénées-Orientales         | −312, m    | >2 900 m | france3-regions.francetvinfo.fr Spéléo no 91, ffessmaura.fr, actu Perpignan & scintilena. | Plongeur : Xavier Méniscus le 6-01-2024                                                     |
| 7    | Fontaine de Vaucluse               | France             | Vaucluse                    | −308, m    | NC       | Spéléo no 16 & Roland Pastor.                                                             | Par sondage & plongeurs : Jochen Hasenmayer (−205 m), Pascal Bernabé (−250 m) (spéléo n°29) |
| 8    | Trou du dragon                     | Chine              |                             | −300, m    | NC       | Tribune de Genève.                                                                        | Par sondage                                                                                 |
| 9    | Boesmansgat (Bushman's Hole)       | Afrique du Sud     |                             | −283, m    | NC       | Spéléo no 26 & plongeesout.com                                                            | Plongeur : Nuno Gomes (diver) (en)                                                          |
| 10   | Viroit cave                        | Albanie            |                             | −278, m    | NC       | Krzysztof Starnawski                                                                      | Plongeur : Krzysztof Starnawski                                                             |
| 11   | Lago Azul                          | Brésil             |                             | −274, m    | NC       | UV silent submersion.                                                                     | Plongeur : Gilberto Menezes de Oliveira                                                     |
| 12   | Grotte de La Mescla                | France             | Alpes-Maritimes             | −267, m    | 3 240 m  | plongeesout.com.                                                                          | Plongeur : Frédéric Swierczynski.                                                           |
| 13   | Harasib Cave                       | Namibie            |                             | −265, m    | NC       | Stone Aerospace                                                                           | Plongeurs : N.Gomes, R.Bouwer −105 m                                                        |
| 14   | Goluboe Ozero ou Blue Lake         | Russie             |                             | −258, m    | NC       | Dive Magazine new zealand.                                                                | Plongeur : Martin Robson (−209 m)                                                           |
| 15   | Kauhakō Crater                     | États-Unis Hawaï   |                             | −248, m    | NC       | National Park Service                                                                     | Par sondage                                                                                 |
| 15   | Vrelo Une                          | Croatie            |                             | −248, m    | NC       | "Fias".                                                                                   | Plongeur : L Casati                                                                         |
| 17   | Goul de la Tannerie                | France             | Ardèche                     | -246 m     | 2 480 m  | Spéléo no 91 & plongeesout.com & ffessmaura.fr.                                           | Plongeur : Xavier Méniscus le 1-03-2023                                                     |
| 18   | Pearse Résurgence                  | Nouvelle-Zélande   |                             | −245, m    | NC       | plongeesout.com, advanceddivermagazine.com & The Pearse Resurgence.                       | Plongeur : Richard Harris                                                                   |
| 18   | Crveno jezero                      | Croatie            |                             | −245, m    | NC       | NSS News, May 2000                                                                        | Doline d'effondrement mi-noyée. Plongeur : Frédéric Swierczynski & "Gorgoniaja".            |
| 20   | Sra Keow cave                      | Thaïlande          |                             | −240, m    | NC       | plongeesout.com & drmike.smugmug.com.                                                     | Plongeurs : Ben Reymenants & Cedric Verdier                                                 |
| 20   | Vrelo Cave                         | Macédoine          | Région de Skopje, Makta     | −240, m    | NC       | advanceddivermagazine.com & prometeoricerche.eu & skimacedonia.mk                         | Plongeurs : Luigi Casati, Krzysztof Starnawski                                              |
| 22   | Exsurgence de Port-Miou            | France             | Bouches-du-Rhône, Calanques | −233, m    | 3 700 m  | Rivieresmysterieuses.org                                                                  | Plongeur : Xavier Méniscus                                                                  |
| 23   | Lagoa Misteriosa (pt)              | Brésil             |                             | −220, m    | NC       | Philippe Audra & Arthur N. Palmer & blog da Lagoa Misteriosa.                             | Plongeur : Gilberto Menezes de Oliveira                                                     |
| 24   | Daxing Spring                      | Chine              |                             | −213, m    | NC       | plongeesout.com.                                                                          | Plongeurs : R.Harris , D. Hurst, S.Varin & D.Bardi                                          |
| 25   | Sorgente del Gorgazzo (it)         | Italie             |                             | −212, m    | NC       | Marc Douchet & prometeoricerche.eu.                                                       | Topographie manuelle, Plongeur : Luigi Casati                                               |
| 26   | Gouffre du Souffle du Dragon       | Namibie            |                             | −205, m    | NC       | Stone Aerospace                                                                           | Plongeur : J.Martinez −105 m                                                                |
| 26   | Izvor Sinjac (hr)                  | Croatie            |                             | −205, m    | NC       | Prometeoricerche.eu & Urpi Mala Kapela                                                    | Plongeur : Luigi Casati                                                                     |
| 28   | Goul du Pont                       | France             | Ardèche                     | −203, m    | 1 265 m  | Spéléo no 13 & plongeesout.com,                                                           | Plongeurs : Krzysztof Starnawski, Xavier Méniscus le 15-03-2020                             |
| 29   | Dean's Blue Hole                   | Bahamas            |                             | −202, m    | NC       | Cave & karst Sc.                                                                          | Plongeur : Jim King                                                                         |
| 30   | Le Bouillant & Font de Lussac      | France             | Charente                    | −197, m    | 1 300 m  | Spéléo no 76, plongeesout.com & Subaqua.                                                  | Plongeur : Xavier Méniscus                                                                  |
| 31   | Source de Saint-Sauveur            | France             | Lot                         | −195, m    | 720 m    | plongeesout.com.                                                                          | Plongeur : Xavier Méniscus                                                                  |
| 31   | Song Hong Sink                     | Thaïlande          |                             | −195, m    | NC       | Plongeesout.com & tech-ccr.com.                                                           | Plongeurs : R.Harris, C.Challen & B.Reymenants                                              |
| 33   | Sorgente dell'Elefante Bianco (it) | Italie             |                             | −193, m    | NC       | Plongeesout.com & Marc Douchet & Luigi (Gigi) casati-speleonauta.                         | Plongeur : Krzysztof Starnawski'                                                            |
| 34   | Le Grand Soucy                     | France             | Dordogne                    | −184, m    | NC       | Thierry Baritaud & plongeesout.com.                                                       | Plongeur : J.Meynie                                                                         |
| 35   | Agua Milagrosa                     | Brésil             |                             | −182, m    | NC       | Plongeesout.com.                                                                          | Plongeur : Gilberto Menezes de Oliveira                                                     |
| 36   | Émergence de la Chaudanne          | Suisse             |                             | −175, m    | 650 m    | Marc Douchet & plongeesout.com & speleo-lausanne.ch.                                      | Plongeur : M. Walz                                                                          |
| 37   | Émergence de la Marnade            | France             | Gard                        | −176,m     | 1 443 m  | Meynier & plongeesout.com, photo-tek-plongee & Xavier Méniscus                            | Plongeur : Xavier Méniscus                                                                  |
| 37   | Émergence du Diable                | France             | Drôme                       | −173, m    | 600 m    | Congrès UIS & plongeesout.com & ffessmaura.fr.                                            | Plongeur : Xavier Méniscus                                                                  |
| 39   | Chinhoyi Caves (en)                | Zimbabwe           |                             | −165, m    | NC       | Divestyle                                                                                 | Plongeur :B.Craven                                                                          |
| 39   | Cenote Sabak-Há (es)               | Mexique            |                             | −165, m    | NC       | Plongeesout.com & poresto.net.                                                            | Plongeur : Krzysztof Starnawski                                                             |
| 44   | Foux du Mas de Banal               | France             | Hérault                     | −163, m    | 440 m    | Spéléo no 33 & plongeesout.com.                                                           | Plongeur : P. Barnabe                                                                       |
| 42   | Divjee jezero                      | Slovénie           |                             | −160, m    | NC       | Spelunca no 81                                                                            | Plongeur : Luigi Casati                                                                     |
| 43   | Goodenough spring                  | États-Unis Texas   |                             | −157, m    | NC       | Plongeesout.com & The Edwards Aquifer Website.                                            | Plongeur : C.Noe                                                                            |
| 44   | Ceito Core Cave,                   | Brésil             |                             | −155, m    | NC       | UV silent submersion.                                                                     | Plongeur : Gilberto Menezes de Oliveira                                                     |
| 45   | Izvor Kupe                         | Italie             |                             | −154, m    | NC       | Prometeoricerche.eu.                                                                      | Plongeur : Luigi Casati                                                                     |
| 46   | Ocean Blue Hole                    | Bahamas            |                             | −152, m    | NC       | Cave Diving and Technical Diving Adventures.                                              | Plongeur : B.Kakuk                                                                          |
| 47   | Resurgence de Lili                 | Grèce              |                             | −150, m    | NC       | Plongeesout.com.                                                                          | Plongeur : Jean-Jacques Bolanz                                                              |
| 48   | Great Blue Hole                    | Belize             |                             | −148, m    | NC       | Info-plongée no 80 & nature-extreme.psyblogs.net.                                         | Plongeurs : A.W.Matthes, A.Pitkin, T.Tysall & K.Furman                                      |
| 49   | Red Snapper Sink                   | États-Unis Floride |                             | −147, m    | NC       | Plongeesout.com & caveatlas.com.                                                          | Plongeur : J.King                                                                           |
| 50   | Jack Fish Alley Cave               | Égypte             |                             | −146, m    | NC       | Plongeesout.com & oceantechnical.com.                                                     | Plongeurs : G.Fursov, L.Cunningham & V.Alexey                                               |
| 51   | Laminako Ziloa                     | France             | Pyrénées-Atlantiques        | −145, m    | 520 m    | Spéléo no 90 & Laminoka.fr.                                                               | Plongeurs : F.Vasseur & M.Dighouth                                                          |
| 52   | Fontaine des Chartreux             | France             | Lot                         | −142, m    | 355 m    | Spéléo no 30 & plongeesout.com.                                                           | Plongeur : J.Meynie                                                                         |
| 53   | Phantom Springs                    | États-Unis Texas   |                             | −140, m    | NC       | Plongeesout.com & Tek Dive.                                                               | Plongeurs : A.Pitkin, B.Hemphill                                                            |
| 54   | Trou des Fées                      | France             | Pyrénées-Atlantiques        | −139, m    | NC       | Spéléo no 96 & plongeesout.com.                                                           | Plongeurs : F.Vasseur & M.Dighouth                                                          |
| 55   | Grava di San Giovanni              | Italie             |                             | −138, m    | NC       | Giosub & prometeoricerche.eu.                                                             | Plongeur : Luigi Casati                                                                     |
| 55   | Source du Durzon                   | France             | Lot                         | −138, m    | 1 565 m  | Plongeesout.com.                                                                          | Plongeur : Xavier Méniscus                                                                  |
| 57   | Sorgente La Foce                   | Italie             |                             | −137, m    | NC       | Plongeesout.com                                                                           | Plongeur : Luigi Casati                                                                     |
| 58   | Sorgente di Su Gologone            | Italie             | Nuoro                       | −135, m    | 510 m    | sardegnaturismo.it                                                                        | Plongeur : Alberto Cavedon (2010)                                                           |
| 58   | Fuente Azul                        | Espagne            | Burgos                      | −135, m    | 580 m    | grupoedelweiss.com & Siphonométrie.                                                       | Plongeur : Martin Burgui (30/07/2006)                                                       |
| 58   | Sorgente dei Fontanazzi            | Italie             |                             | −135, m    | NC       | prometeoricerche.eu.                                                                      | Plongeur : Luigi Casati                                                                     |
| 61   | Grotte de Môtiers                  | Suisse             |                             | −134, m    | NC       | Spéléo no 13 & plongeesout.com & rtn.ch.                                                  | Plongeur : Luigi Casati                                                                     |
| 61   | Olhos de Agua do Alviela           | Portugal           |                             | −134, m    | NC       | Plongeesout.com.                                                                          | Plongeur : P.Santos                                                                         |
| 63   | Guardian Blue Hole                 | Bahamas            |                             | −133, m    | NC       | Cave Diving and Technical Diving Adventures & tamug.edu/cavebiology/Bahamas.              | Plongeur : B. Kakuk                                                                         |
| 64   | Lac Guinas                         | Namibie            |                             | −132, m    | NC       | Stone Aerospace                                                                           | Plongeur : B.Scheun                                                                         |
| 64   | Devils Hole (en)                   | États-Unis Nevada  |                             | −132, m    | NC       | kcet.org/shows.                                                                           | Plongeurs : S.Exley, P.de Loach & A.Riggs                                                   |
| 64   | Pluragrotta (en)                   | Norvège            |                             | −132, m    | NC       | Plongeesout.com                                                                           | Plongeur : S. Paakkarinen                                                                   |
| 67   | Cenote Xkolac                      | Mexique            |                             | −128, m    | NC       | Karstologia no 26                                                                         | Plongeurs : S.Exley & P.de Loach                                                            |
| 67   | Green Banana Sink                  | États-Unis Floride |                             | −128, m    | NC       | Info plongée no 80 & Curt Bowen.                                                          | Plongeur : Curt Bowen                                                                       |
| 69   | Little Frenchman Blue Hole         | Bahamas            |                             | −127, m    | NC       | tamug.edu/cavebiology/bahamas.                                                            | Plongeur : B.Kakuk                                                                          |
| 69   | Source aux Fées                    | France             | Pyrénées-Atlantiques        | −127, m    | 235 m    | Plongeesout.com.                                                                          | Plongeur : L.Giordano                                                                       |

### Siphons naturels dont la profondeur noyée est comprise entre 100 mètres et125 mètres
Le tableau 2-2 ci-après recense la classes VII définie dans le dernier tableau de répartition de la section précédente.
| Réf. | Cavités                      | Pays / État          | Zone / massif       | Profondeur | Longueur | Références                                   | Exploration                                                                          |
| ---- | ---------------------------- | -------------------- | ------------------- | ---------- | -------- | -------------------------------------------- | ------------------------------------------------------------------------------------ |
| 1    | Cenote Sabak-Ha              | Mexique Quintana Roo |                     | −125, m    | NC       | NSS News April 2000                          |                                                                                      |
| 2    | Source de Saint-Antoine      | France               | Var                 | −123, m    | 800 m    | Marc Douchet & Paul Courbon. plongeesout.com | Plongeur : Rémi Bouchard                                                             |
| 3    | Izvir Doblicice              | Slovénie             |                     | −121, m    | NC       | Siphonométrie & jkm.si.                      | Plongeurs : Uros Ilic, Matej Mihailovski.                                            |
| 4    | Pou Meyssens                 | France               | Lot                 | −120, m    | 3 200 m  | plongeesout.com.                             |                                                                                      |
| 4    | Cenote Zac'ci                | Mexique              |                     | −120, m    | NC       | Karstologia 26                               |                                                                                      |
| 6    | Luscas's breath              | Bahamas              |                     | −119, m    | NC       | Cave & karst Sc.                             |                                                                                      |
| 6    | Mystery Sink                 | États-Unis           |                     | −119, m    | NC       | Spéléo no 13                                 | Par sondage                                                                          |
| 8    | Sorgente del Mulino          | Italie               |                     | −118, m    | NC       | Marc Douchet                                 |                                                                                      |
| 9    | Le Ragas                     | France               | Var                 | −117, m    | NC       | Spéléo no 13 & Paul Courbon.                 |                                                                                      |
| 10   | Mrzelek                      | Slovénie             |                     | −112, m    | NC       | Nase Jame 39 1997 & Siphonométrie            |                                                                                      |
| 10   | Source de Landenouse         | France               | Lot                 | −112, m    | 1 200 m  | plongeesout.com.                             |                                                                                      |
| 12   | Wakulla spring               | États-Unis           |                     | −111, m    | NC       | Marc Douchet + NSS 2000#9                    |                                                                                      |
| 12   | Diepolder 2                  | États-Unis           |                     | −111, m    | NC       | Spéléo no 13                                 |                                                                                      |
| 12   | Amberjackhole                | États-Unis           |                     | −111, m    |          | Info Plongée no 80                           |                                                                                      |
| 12   | Source de la Buèges          | France               | Hérault             | −111, m    | NC       | Spelunca no 63 & plongeesout.com.            |                                                                                      |
| 16   | Lac de Vouliagmeni           | Grèce                |                     | −110, m    | NC       | Marc Douchet                                 | Concrétions à -110 & hydrothermal                                                    |
| 16   | Cenote Ucile                 | Mexique              |                     | −110, m    |          | Karstologia no 26                            |                                                                                      |
| 18   | Gourneyrou                   | France               | Hérault             | −108, m    | NC       | plongeesout.com & EKPP.                      |                                                                                      |
| 19   | Puits des Bans               | France               | Hautes-Alpes        | −106, m    | 1 780 m  | Plongeesout.com.                             |                                                                                      |
| 19   | Siphon amont des Anarchistes | France               | Pyrénées-Orientales | −106, m    | NC       | Spéléo Corbières Minervois.                  |                                                                                      |
| 21   | Foux de la Vis               | France               | Gard                | −105, m    | 2 984 m  | Spelunca no 62 & plongeesout.com.            |                                                                                      |
| 21   | Résurgence de Mili           | Grèce                |                     | −105, m    | NC       | Spéléo no 13                                 |                                                                                      |
| 21   | Gourneyras                   | France               | Hérault             | −105, m    | 2 210 m  | Spelunca no 62 & plongeesout.com.            |                                                                                      |
| 21   | Four Shark cave              | Bahamas              |                     | −105, m    | NC       | Cave & karst Sc.                             |                                                                                      |
| 25   | Cueva de la Mora Trucios     | Espagne              | Vizcaya, Euskadi    | −104, m    | 140 m    | Siphonométrie                                | Plongeurs : Alfonso Antxia ; Josi Olave (30/03/2003)                                 |
| 25   | Boiling Hole                 | Bahamas              |                     | −104, m    | NC       | Spéléo no 13                                 |                                                                                      |
| 27   | Pollatoomary (en)            | Irlande              |                     | −103, m    | NC       | irishtimes.com.                              |                                                                                      |
| 28   | Grotte de N.-D.-des-Anges    | France               | Vaucluse            | −102, m    | 2 410 m  | Marc Douchet & plongeesout.com.              |                                                                                      |
| 29   | Alhos de agua do Alviela     | Portugal             |                     | −101, m    | NC       | Spéléo no 13                                 |                                                                                      |
| 29   | Source du Lez                | France               | Hérault             | −101, m    | 600 m    | Franck Vasseur & plongeesout.com.            |                                                                                      |
| 29   | The Pit                      | Mexique              |                     | −101, m    | NC       | Info Plongée no 80                           |                                                                                      |
| 32   | Fuentona de Muriel (S2)      | Espagne              | Soria               | −100, m    | 250 m    | Siphonométrie                                | Plongeurs : Miguel Romans et Angel Ortego (30/06/2001)                               |
| 32   | Source de l'écluse           | France               | Ardèche             | −100, m    | 1 600 m  | plongeesout.com & plongeesout.com.           | La source est reliée à la Grotte de Saint-Marcel d'Ardèche de 57 kilomètres en 2015. |
| 32   | Nohoch Nah Chich (en)        | Mexique              |                     | −100, m+   | NC       | Karstologia no 19                            |                                                                                      |
| 32   | Sistema Dos Ojos (en)        | Mexique              |                     | −100, m+   | NC       | Karstologia no 19                            |                                                                                      |
| 32   | Great north road             | Bahamas              |                     | −100, m    | NC       | Marc Douchet                                 |                                                                                      |

### Siphons naturels dont la profondeur noyée est comprise entre 75 mètres et99 mètres
Le tableau 2-3 ci-après recense la classe VIII définies dans le dernier tableau de répartition de la section précédente.
| Réf. | Cavités                                   | Pays / État | Zone / massif         | Profondeur | Longueur | Références          | Exploration                                                      |
| ---- | ----------------------------------------- | ----------- | --------------------- | ---------- | -------- | ------------------- | ---------------------------------------------------------------- |
| 1    | Source Bleue du Château de Dortan         | France      | Ain                   | −099, m    | 1 030 m  | info-Plongée 101.   |                                                                  |
| 2    | Évent de Coudoulière                      | France      | Hérault               | −097, m    | 1 635 m  | plongeesout.com.    |                                                                  |
| 3    | Hurghada ?                                | Égypte      |                       | −096, m    | NC       | NSS News April 2000 | Mer rouge (sondé à -190)                                         |
| 4    | Majerovo Vrelo (ceb)                      | Croatie     |                       | −092, m    | NC       | Spelunca no 76      |                                                                  |
| 5    | Résurgence d'Éprave                       | Belgique    |                       | −088, m    | NC       | Siphonométrie       | Plongeurs : Destreille, Gollenvaux, Pauwels                      |
| 6    | Cueva de los Carboneros (Galeria 1)       | Cuba        | Playa Giron, Matanzas | −087, m    | 380 m    | Siphonométrie,      | Plongeurs : Francisco Veulens et Peter Dietz (2006)              |
| 7    | Kupa Reka                                 | Croatie     |                       | −086, m    | NC       | IC no 18            |                                                                  |
| 8    | Uelh de Sescorjada                        | Espagne     | Val d'Aran            | −085, m    | 160 m    | Siphonométrie       | Plongeur : Francesc Llauradó (08/09/2001)                        |
| 8    | Bief Noir                                 | France      | Septmoncel, Jura      | −085, m    | NC       | Jura Speleo         |                                                                  |
| 10   | Nacimiento del Rio Clarion                | Espagne     | Cantabrie             | −083, m    | 107 m    | Siphonométrie       | Plongeur : Rupert Skorupka (Trimix, 1996) ; Peter Plummet (2003) |
| 11   | Cueva del Molino                          | Espagne     | Cantabrie             | −082, m    | 380 m    | Siphonométrie       | Plongeur : Rupert Skorupka (Trimix, 2007)                        |
| 12   | La Falconera                              | Espagne     | Barcelone             | −081, m    | 335 m    | Siphonométrie       | Plongeur : Jean Louis Camus (Trimix, 1989)                       |
| 13   | Aven du Rouet alias Regard des Camps      | France      | Hérault               | −080, m    | 685 m    | Spelunca no 113.    | Plongeur : Franck Vasseur et équipe Plongeesout                  |
| 14   | Pießling-Ursprung (S 1)                   | Autriche    | Haute-Autriche        | −080, m    | 200 m    | Siphonométrie       | Plongeur : Jochen Hasenmayer                                     |
| 15   | Doye Gabet                                | France      | Morez, Jura           | −077, m    | NC       | Jura Speleo         |                                                                  |
| 16   | Gollinger-Wasserfall (Schwarzbach-Quelle) | Autriche    | Salzbourg             | −076, m    | 230 m    | Siphonométrie       | Plongeur : M. Meyberg                                            |
| -    | Los Zarzalones                            | Espagne     | Málaga                | −072, m    | 570 m    | Siphonométrie       | Plongeur : David Perez (2004)                                    |
| -    | Hirschbrunn                               | Autriche    | Haute-Autriche        | −072, m    | 120 m    | Siphonométrie       | Plongeurs : T. Behrend & Tschechen                               |
| -    | Pozo Azul                                 | Espagne     | Burgos                | −071, m    | 3 530 m  | Siphonométrie       | Plongeur : Jason Mallinson (recycleur, 2002)                     |
| -    | Palfauer-Wasserloch                       | Autriche    | Styrie                | −071, m    | 120 m    | Siphonométrie       | Plongeurs : R. Kritz & M. Göksu                                  |
| -    | Casimba Ilona                             | Cuba        | Playa Giron, Matanzas | −070, m    | 366 m    | Siphonométrie       | Plongeurs : Grupo Martel (1990)                                  |
| -    | Casimba 35 Aniversario                    | Cuba        | Playa Giron, Matanzas | −070, m    | 148 m    | Siphonométrie       | Plongeurs : Grupo Martel (1990)                                  |
| -    | Brunneckerhöhle (Riesensiphon)            | Autriche    | Salzbourg             | −065, m    | 340 m    | Siphonométrie       | Plongeur : F. Poggia                                             |
| -    | Hirlatzhöhle (Kesselsiphon)               | Autriche    | Haute-Autriche        | −064, m    | 460 m    | Siphonométrie       | Plongeurs : H. J. Schwarz & J. Encev                             |
| -    | Grotte de Rochefort                       | Belgique    |                       | −064, m    | NC       | Siphonométrie       | Plongeurs : Bastin, Pauwels                                      |
| -    | Source de Laouch                          | France      | Olargues, Hérault     | −062, m    | NC       | Spéléo no 92        |                                                                  |
| -    | Casimba Florence                          | Cuba        | Playa Giron, Matanzas | −060, m    | 320 m    | Siphonométrie       | Plongeurs : Francisco Veulens et Peter Dietz (2006)              |
| -    | Feistringgrabenhöhle                      | Autriche    | Styrie                | −059, m    | 145 m    | Siphonométrie       | Plongeur : M. Schafheutle                                        |
| -    | Nestelberg-Quelle                         | Autriche    | Basse-Autriche        | −058, m    | 120 m    | Siphonométrie       | Plongeur : M. Schafheutle                                        |
| -    | Ombla Reka                                | Croatie     |                       | −058, m    | NC       | IC n° 18            |                                                                  |

## Liste des plus longs siphons naturels
Le tableau ci-dessous reprend la liste des siphons naturels (galeries noyées) de plus de 6 000 mètres de longueur, répertoriés dans le monde entier.
| Réf. | Cavités                                       | Pays / État        | Zone / massif                      | Profondeur | Longueur    | Références                                       | Exploration |
| ---- | --------------------------------------------- | ------------------ | ---------------------------------- | ---------- | ----------- | ------------------------------------------------ | ----------- |
| 1    | Turnersink - Wakullasprings (en)              | États-Unis Floride | Plaine karstique de Woodville (en) | NC         | +011 255, m | J.Jablonski, C.Mc. Kinlay & National Geographic  |             |
| 2    | Wakullasprings - Q-Tunnel (en)                | États-Unis Floride | Plaine karstique de Woodville (en) | NC         | +007 856, m | J.Jablonski, C.Mc. Kinlay & National Geographic, |             |
| 3    | Wakullasprings - connection via R-Tunnel (en) | États-Unis Floride | Plaine karstique de Woodville (en) | NC         | +006 945, m | J.Jablonski, C.Mc Kinlay, National Geographic,   |             |
| 4    | Bananeira Cave (fr:Source du Bananier)        | Brésil Bahia       |                                    | 50 m       | +006 400, m | Gilberto Menezes,                                |             |
| 5    | Doux de Coly                                  | France             | Dordogne                           | NC         | +005 880, m | R.Buchaly, M.Waldbrenner                         |             |

## Sources principales
- (en) « Compilations spéléométriques, par Bob Gulden, membre de la NSS #13188LF (Odenton, Maryland) »(Archive.org • Wikiwix • Archive.is • Google • Que faire ?).
- plongeesout.com : « Siphonométries », travail collectif coordonné par Frank Vasseur.
- (fr + en + de + es + bg + ca + it + nl) grottocenter.org : Grottocenter, « la base de données Wiki faite par les spéléos pour les spéléos » (The wiki database made by cavers for cavers).
- (fr)&(en) www-sop.inria.fr : « Grandes Grottes du Monde » / « World Caves Database » (Base de données de cavités mondiales) par Éric Madelaine [mise à jour : 26 juin 2006].